# Lionel Casson
Lionel Casson (Brooklyn, 22 de julio de 1914  — Nueva York, 18 de julio de 2009) fue un especialista en estudios clásicos estadounidense, profesor emérito en la Universidad de Nueva York.
Nació Lionel I. Cohen el 22 de julio de 1914, en Brooklyn, quien más tarde cambió su apellido a "Casson". Cuando era adolescente, poseía un velero con el que navegaba en Long Island Sound. Asistió a la Universidad de Nueva York donde cursó todos sus estudios universitarios. Obtuvo una licenciatura en 1934, una maestría en 1936 y su Ph.D. en 1939. Después, la Universidad de Nueva York le contrató como instructor. Sirvió como oficial en la Marina de los Estados Unidos durante la Segunda Guerra Mundial, y fue responsable de interrogatorios a prisioneros de guerra.
Después de completar su servicio militar, Casson regresó a Nueva York, donde trabajó como profesor de estudios clásicos desde 1961 hasta 1979. Es autor de 23 libros sobre historia naval y literatura clásica. Casson utilizó material antiguo que abarca desde los discursos de Demóstenes y obras de Tucídides, manifiestos y estudios arqueológicos de naufragios de la Antigüedad y el contenido de las ánforas que le llevaron a desarrollar un marco para el desarrollo de la construcción naval, las rutas de comercio marítimo y la guerra naval en el mundo antiguo.
En un discurso en el año 2005 en el Instituto Arqueológico de América se le concedió la Medalla de Oro. Durante su disertación, Casson recordó un viaje al sur de Francia en 1953 cuando tuvo la oportunidad de visitar a Jacques-Yves Cousteau, quien estaba realizando una investigación de un antiguo naufragio. Una vez que visitó el almacén con los cientos de ánforas que habían sacado a la superficie, Casson dijo que inmediatamente supo que «estaba al principio de una fuente de información totalmente nueva sobre la disciplina marítima de la Antigüedad y determiné en ese momento aprovecharlo» e integrar este nuevo tesoro de datos con la información que pudo reunir a partir de escritos antiguos.
Su libro de 1959, The Ancient Mariners: Seafarers and Sea Fighters of the Mediterranean en Ancient Times relata cómo las civilizaciones a lo largo del mar Mediterráneo comenzaron haciendo que sus barcos viajaran a lo largo de la costa (cabotaje) y luego se adentraran en el mar, lejos de la vista de la costa. El comercio y las aventuras militares condujeron a viajes a lugares tan remotos como India con embarcaciones  que cambiaron de barcos de fondo plano originales a barcos como el trirreme propulsado por cientos de remeros a velocidades de siete nudos con la boga de sus 170 remos. Illustrated History of Ships and Boats, publicado por Doubleday en 1964, proporciona una historia de los barcos desde las antiguas embarcaciones talladas en madera o hechas de pieles de animales hasta los submarinos nucleares más modernos de hoy en día.
Yale University Press publicó en 2001 el libro de Casson Libraries in the Ancient World que utiliza referencias de obras antiguas y evidencias arqueológicas de Oriente Medio y el mundo grecorromano para seguir el desarrollo de la escritura, la creación de los primeros libros y el proceso de copiarlos a mano y reunirlos en bibliotecas. En el libro, Casson coloca a Homero en la parte superior de la lista de autores más populares, «con la Ilíada favorecida por la Odisea»" en su lista de best-sellers. Documenta las transiciones de tablillas de barro, rollos de papiro y pergamino, y el desarrollo del códice como precursor del libro moderno. Casson rechaza la creencia aceptada de que la Biblioteca de Alejandría fue destruida en el año 48 a. C. y sostiene que la evidencia muestra que continuó existiendo hasta el año 270 durante el reinado del emperador romano Aureliano.
Fue miembro del club de banquetes literarios para hombres, los Trap Door Spiders.
Casson murió de neumonía en Manhattan a la edad de 94 años el 18 de julio de 2009. Le sobreviven su esposa, Julia Michelman, así como dos hijas y dos nietos.

## Obras
- Casson, Lionel (1959). The Ancient Mariners : Seafarers and Sea Fighters of the Mediterranean in Ancient Times. Victor Gollancz.
- Casson, Lionel (1991). The Ancient Mariners (Second Edition). Princeton University Press. ISBN 0-691-01477-9
- Casson, Lionel (1960). Masters of Ancient Comedy. The MacMillan Co.
- Casson, Lionel (1980). Masters of Ancient Comedy: Selections from Aristophanes, Menander, Plautus, Terence. Funk & Wagnalls Co. ISBN 0-308-60016-9
- Casson, Lionel (1964). Illustrated History of Ships & Boats. Doubleday & Company, Inc.
- Casson, Lionel (1974). Travel in the Ancient World.  George Allen & Unwin Ltd.
- Casson, Lionel (1994). Travel in the Ancient World (Second Edition). The Johns Hopkins University Press. ISBN 0-8018-4808-3
- Casson, Lionel (1975). The Horizon Book of Daily Life in Ancient Rome. Simon & Schuster. ISBN 0-07-010216-3
- Casson, Lionel (1999). Everyday Life in Ancient Rome (Revised and Expanded Edition). The Johns Hopkins University Press. ISBN 0-8018-5992-1
- Casson, Lionel (1977). Mysteries of the Past. American Heritage Publishing Co.
- Casson, Lionel (1983). Great Ages of Man: Ancient Egypt. Random House Value Publishing. ISBN 0-517-41233-0
- Casson, Lionel (1995). Ships and Seamanship in the Ancient World. The Johns Hopkins University Press. ISBN 0-8018-5130-0}
- Casson, Lionel (2001). Everyday Life in Ancient Egypt (Revised and Expanded Edition). The Johns Hopkins University Press. ISBN 0-8018-6601-4
- Casson, Lionel (2002). Libraries in the Ancient World (New Edition). Yale University Press. ISBN 0-300-09721-2